# ناحیه یورکا، شهرستان داکوتا، مینه سوتا
ناحیه یورکا (به انگلیسی: Eureka Township) یک منطقهٔ مسکونی در ایالات متحده آمریکا است که در شهرستان داکوتا، مینه‌سوتا واقع شده‌است.
 ناحیه یورکا ۹۲٫۹ کیلومتر مربع مساحت و ۱٬۴۹۰ نفر جمعیت دارد و ۳۰۰ متر بالاتر از سطح دریا واقع شده‌است.